# Sevenig bei Neuerburg
Sevenig bei Neuerburg là một đô thị ở huyện Bitburg-Prüm, trong bang Rheinland-Pfalz, phía tây nước Đức. Đô thị Sevenig bei Neuerburg có diện tích 5,92 km², dân số thời điểm ngày 31 tháng 12 năm 2006 là 54 người.